# 고령군의회
고령군의회는 경상북도 고령군 지역을 관할하는 기초의회이다.